# NN-304
La carretera NN‑304 es una vía departamental secundaria ubicada en la Región Autónoma de la Costa Caribe Sur (RACCS) de Nicaragua. Tiene una longitud de 5 kilómetros y conecta la comunidad de San Antonio con el centro urbano de Kukra Hill, donde se une con la NN-303. La vía fue construida entre 2019 y 2020 como parte de los esfuerzos del MTI para mejorar el acceso en las regiones caribeñas del país.

## Trazado y cruces
La siguiente tabla muestra su recorrido, localidades y principales conexiones:
| km  | Localidad            | Región | Conexión / Ruta |
| --- | -------------------- | ------ | --------------- |
| 0.0 | San Antonio          | RACCS  |                 |
| 5.0 | Centro de Kukra Hill | RACCS  | NN 303          |

## Coordenadas
Uno de los tramos de la NN‑304 puede ubicarse cerca del centro de Kukra Hill con coordenadas aproximadas: 11°48′18″N 83°41′20″O / 11.8050, -83.6890